# Jeździectwo na Letnich Igrzyskach Olimpijskich 1956
Jeździectwo na Letnich Igrzyskach Olimpijskich 1956 rozgrywane było w dniach 11–17 czerwca w Sztokholmie. Powodem przeniesienia konkurencji hippicznych do stolicy Szwecji z Melbourne, gdzie kilka miesięcy później odbyła się zasadnicza część igrzysk, była obowiązująca wówczas w Australii kwarantanna dla zwierząt. Większość konkurencji przeprowadzono na Stadionie Olimpijskim. W rywalizacji wzięło udział 158 jeźdźców (w tym 13 kobiet) z 29 krajów. Polacy nie startowali.

## Medaliści
| Konkurencja                            | Złoto | Srebro | Brąz |
| Ujeżdżenie – indywidualnie             | Szwecja · Henri Saint Cyr na koniu Juli                                                                                     | Dania · Lis Hartel na koniu Jubilee                                                                           | RFN Liselott Linsenhoff na koniu Adular                                                                              |
| Ujeżdżenie – drużynowo                 | Szwecja · Henri Saint Cyr na koniu Juli · Gehnäll Persson na koniu Knaust · Gustaf Adolf Boltenstern na koniu Krest         | RFN Liselott Linsenhoff na koniu Adular Hannelore Weygand na koniu Perkunos Anneliese Küppers na koniu Afrika | Szwajcaria · Gottfried Trachsel na koniu Kursus · Henri Chammartin na koniu Wöhler · Gustav Fischer na koniu Vasello |
| WKKW – indywidualnie                   | Szwecja · Petrus Kastenman na koniu Iluster                                                                                 | RFN August Lütke Westhues na koniu Trux von Kamax                                                             | Wielka Brytania · Francis Weldon na koniu Kilbarry                                                                   |
| WKKW – drużynowo                       | Wielka Brytania · Francis Weldon na koniu Kilbarry · Arthur Rook na koniu Wild Venture · Bertie Hill na koniu Countyman III | RFN August Lütke Westhues na koniu Trux von Kamax Otto Rothe na koniu Sissi Klaus Wagner na koniu Prinzeß     | Kanada · John Rumble na koniu Cilroy · Jim Elder na koniu Colleen · Brian Herbinson na koniu Tara                    |
| Skoki przez przeszkody – indywidualnie | RFN Hans Günter Winkler na koniu Halla                                                                                      | Włochy · Raimondo D’Inzeo na koniu Merano                                                                     | Włochy · Piero D’Inzeo na koniu Uruguay                                                                              |
| Skoki przez przeszkody – drużynowo     | RFN Hans Günter Winkler na koniu Halla Fritz Thiedemann na koniu Meteor Alfons Lütke-Westhues na koniu Ala                  | Włochy · Raimondo D’Inzeo na koniu Merano · Piero D’Inzeo na koniu Uruguay · Salvatore Oppes na koniu Pagoro  | Wielka Brytania · Wilfred White na koniu Nizefela · Pat Smythe na koniu Flanagan · Peter Robeson na koniu Scorchin   |

## Klasyfikacja medalowa zawodów
| Lp. | Państwo         |   |   |   | Razem |
| --- | --------------- | - | - | - | ----- |
| 1.  | Szwecja         | 3 | 0 | 0 | 3     |
| 2.  | RFN             | 2 | 3 | 1 | 6     |
| 3.  | Wielka Brytania | 1 | 0 | 2 | 3     |
| 4.  | Włochy          | 0 | 2 | 1 | 3     |
| 5.  | Dania           | 0 | 1 | 0 | 1     |
| 6.  | Kanada          | 0 | 0 | 1 | 1     |
| 6.  | Szwajcaria      | 0 | 0 | 1 | 1     |